# Sarezzano
Sarezzano (piemontiul: Sarzòu vagy Sarzan) település Olaszországban, Piemont régióban, Alessandria megyében. Lakosainak száma 1108 fő (2023. január 1.). Sarezzano Berzano di Tortona, Cerreto Grue, Monleale, Tortona, Viguzzolo, Montegioco és Villaromagnano községekkel határos.

## Népesség
A település lakossága az elmúlt években az alábbi módon változott:
| Lakosok száma | 1154 | 1162 | 1108 |
|               | 2017 | 2018 | 2023 |